# Баяно (Италия)
 Тази статия е за градчето в Южна Италия.  За бразилския футболист вижте Ерисон Да Силва Сантос.  
Бая̀но (на италиански: Baiano) е малко градче и община в Южна Италия, провинция Авелино, регион Кампания. Разположено е на 196 m надморска височина. Населението на общината е 4754 души (към 2010 г.).